# Paraphlebia zoe
Paraphlebia zoe – gatunek ważki z rodziny Thaumatoneuridae. Endemit Meksyku.